# 罗马尼苏鲁日蒙
罗马尼苏鲁日蒙（法語：Romagny-sous-Rougemont，法語發音：[ʁɔmaɲi su ʁuʒmɔ̃]，意为“鲁日蒙下方的罗马尼”）是法国勃艮第-弗朗什-孔泰大区贝尔福地区省的一个市镇，属于贝尔福区。

## 地理
罗马尼苏鲁日蒙（47°43'6"N, 6°58'6"E）面积2.47 平方千米，位于法国勃艮第-弗朗什-孔泰大區贝尔福地区省，该省份为法国东北部内陆省份，东临上莱茵省，北起孚日省，西接上索恩省，南与杜省和瑞士接壤。
与罗马尼苏鲁日蒙接壤的市镇（或旧市镇、城区）包括：珀蒂特方丹、昂茹泰、弗隆、勒瓦勒、鲁日蒙堡、圣日耳曼勒沙特莱。
罗马尼苏鲁日蒙的时区为UTC+01:00、UTC+02:00（夏令时）。

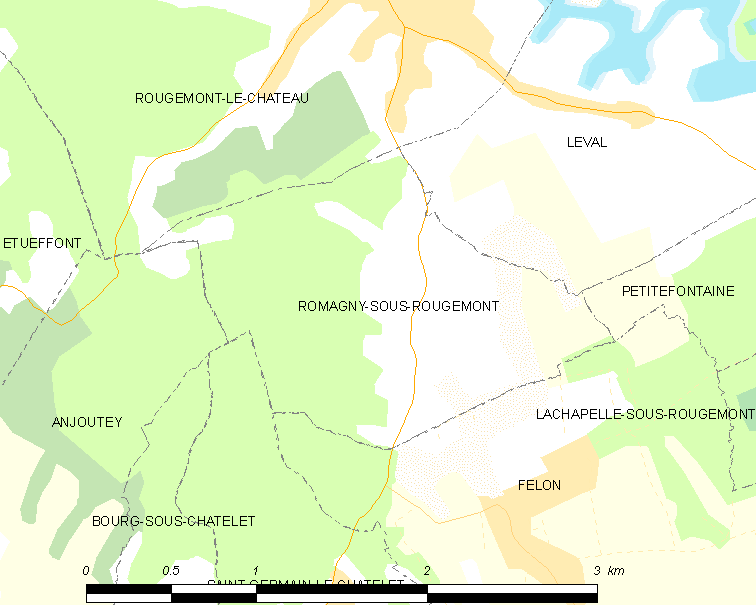
罗马尼苏鲁日蒙的OSM定位图

## 行政
罗马尼苏鲁日蒙的邮政编码为90110，INSEE市镇编码为90086。

## 政治
罗马尼苏鲁日蒙所属的省级选区为日罗马尼县。

## 人口

1962-2008年间罗马尼苏鲁日蒙人口变化图示

罗马尼苏鲁日蒙于2022年1月1日时的人口数量为214人。